# Apodytes grandifolia
Apodytes grandifolia är en tvåhjärtbladig växtart som först beskrevs av John Miers, och fick sitt nu gällande namn av Benth. & Hook. f. och B. D. Jackson. Apodytes grandifolia ingår i släktet Apodytes och familjen Icacinaceae. Inga underarter finns listade i Catalogue of Life.